# Thomas Müller (fotbalista)
Thomas Müller (* 13. září 1989, Weilheim in Oberbayern, Západní Německo) je německý fotbalista nastupující za klub Vancouver Whitecaps a bývalý reprezentant. Mistr světa z roku 2014. Müller je obounohý fotbalista a univerzální ofenzivní hráč – může nastoupit jako ofenzivní záložník, jindy zase na pozici krajního, podhrotového nebo hrotového útočníka.
Za Bayern odehrál přes 600 soutěžních utkání a v historických tabulkách je druhý za Seppem Maierem. V letech 2010, 2012, 2013 a 2020 se čtyřikrát představil ve finálovém zápase Ligy mistrů UEFA, v tom třetím a čtvrtém zvítězil. Mimo to slavil v sezónách 2012/13 a 2019/20 treble. Müller je po sezóně 2022/23 s 12 triumfy fotbalistou s nejvíce tituly v německé Bundeslize v historii. Překonáním svého dřívějšího spoluhráče Bastiana Schweinsteigera se stal se 33 trofejemi nejúspěšnějším německým fotbalistou vůbec (platné k červnu 2023).

## Klubová kariéra
Svou dosavadní profesionální kariéru má Müller spojenou pouze s Bayernem Mnichov. Předtím hrál jen za TSV Pähl, a to v dětském věku. Před začátkem sezóny 2008/09 se objevil v přátelských utkáních. Trenér Jürgen Klinsmann jej vyslal na ligové trávníky dne 15. srpna 2008. Müller debutoval v 80. minutě proti Hamburku při domácí remíze 2:2. Valnou část sezóny strávil ve třetí lize v rezervním týmu. V únoru 2009 podepsal s klubem smlouvu do roku 2011. Proti Sportingu 10. března 2009 hrál poprvé v evropských pohárech. Bayern Mnichov zaznamenal rekord, když portugalskému soupeři ve dvou utkáních Ligy mistrů UEFA vstřelil 12 gólů. Müller při výhře 7:1 v domácí odvetě asistoval u pátého gólu a později vstřelil sedmý. Na podzim roku 2009 měl debutovat v reprezentaci vedené trenérem Joachimem Löwem, avšak sraz byl po smrti Roberta Enkeho zrušen. V Bayernu se postupně probojoval do základní sestavy. Po Mistrovství světa 2010, kdy jeho tržní cena mnohonásobně vzrostla, utnul spekulace ohledně odchodu a uzavřel s klubem kontrakt na pět let.

### Sezóna 2009/2010
Müllerova budoucnost v týmu byla nejistá do doby, než přišel trenér Louis van Gaal, před nímž se ukázal v přátelském klání s AC Milán, kdy vstřelil dva góly a asistoval u třetího. Nizozemský trenér schopný práce s nadějnými hráči zapracovával Müllera a rovněž dvacetiletého Badstubera již od úvodních utkání, přestože právě Müller čelil značné konkurenci útočníků, jakými byli Miroslav Klose, Mario Gómez, Luca Toni a Ivica Olić. Pozornost upoutal dne 12. září v Klassikeru – derby proti Borussii Dortmund – dvěma vstřelenými góly. Na hřiště byl poslán po poločasové přestávce a pomohl otočit nepříznivý výsledek ve výhru 5:1 na soupeřově půdě. O tři dny později dal při výhře 3:0 dva góly ve skupinovém utkání Ligy mistrů proti Makabi Haifa. V utkání druhého kola německého národního poháru se zapsal na listinu střelců 30 vteřin od příchodu na trávník a pomohl vyhrát 5:0 a přes Oberhausen postoupit. Magazínem kicker byl vyhlášen nejlepším hráčem v německé lize za měsíc září.
Na začátku února roku 2010 prodloužil smlouvu do roku 2013. Mezi březnem a dubnem byl přítomen u dvou výher na půdě Schalke – v prvním prodlužovaném utkání si hráči Bayernu zaručili postup do finále německého poháru, ve druhém Müller skóroval vítězný gól při obratu na 2:1, po kterém Bayern předskočil soupeře v ligové tabulce. Utkání předposledního kola ligové sezóny 2009/10 odehrané 1. května rozhodl Müllerův premiérový hattrick do sítě Bochumi. Domácí vítězství výsledkem 3:1 takřka zajistil mistrovský titul, o kterém další týden definitivně rozhodlo vítězství 3:1 nad berlínskou Herthou.
Bayernu se naskytla příležitost získat poprvé treble. Finále Ligy mistrů UEFA se uskutečnilo 22. května na stadionu Santiago Bernabéu. Proti Interu Milán Müller nastoupil v základní sestavě a po poločasové přestávce se přiblížil gólu, tomu ovšem zabránil brankář soupeře Júlio César. Po porážce 0:2 označil kapitán Mark van Bommel Müllerovu šanci za klíčový okamžik finále.

### Sezóna 2012/2013
S klubem slavil zisk ligového titulu sezóny 2012/13 již 6 kol před koncem soutěže, ve 28. kole německé Bundesligy. 11. května 2013 ve 33. kole přispěl jedním gólem k vítězství 3:0 nad Augsburgem.
5. prosince 2012 v základní skupině F Ligy mistrů 2012/13 pomohl svým gólem k výhře 4:1 nad BATE Borisov. Bayern oplatil běloruskému soupeři prohru 1:3 z prvního vzájemného zápasu ve skupině. 2. dubna 2013 již vsítil gól během čtvrtfinálového klání s Juventusem Turín, zápas skončil výhrou Bayernu 2:0. Stejným výsledkem dopadla i odveta v Turíně a německý klub postoupil se skóre 4:0 dál. V prvním zápase semifinále 23. dubna 2013 byl u výhry 4:0 nad Barcelonou, která byla dosud poměrně suverénní. Müller odehrál stejně jako jeho spoluhráči velmi dobré utkání, sám dal dva góly a na jeden přihrál. Bayern si zajistil výbornou pozici do odvety. Thomas se trefil jednou i v odvetě 1. května, Bayern zvítězil na Camp Nou 3:0 a suverénním způsobem postoupil do finále. Po zisku titulu ve finále LM nad Borussií Dortmund (výhra 2:1) se mohl radovat i z vítězství v DFB-Pokalu. Ve finále 1. června 2013 porazil Bayern VfB Stuttgart 3:2 a získal tak treble (tzn. vyhrál dvě hlavní domácí soutěže plus titul v Lize mistrů resp. PMEZ) jako sedmý evropský klub v historii. Müller v zápase jednou skóroval.

### Sezóna 2013/2014
Müller se musel popasovat s novou konkurencí mezi útočně laděnými spoluhráči – německým talentem Mariem Götzem a Thiagem Alcântarou. Bayern Mnichov nově vedl trenér Pep Guardiola, jehož soutěžní premiérou se stalo utkání německého superpoháru s Borussií Dortmund 27. července 2013, v němž Bayern po výsledku 2:4 podlehl. Guardiola postavil Müllera také do utkání prvního kola německého poháru. Jeho hattrick do sítě Schwarz-Weiß Rehden podpořil 5. srpna postupové vítězství 5:0.
V úvodním utkání ligy 9. srpna při výhře 3:1 nad Mönchengladbachem neproměnil pokutový kop, soupeř se však po minutě dopustil další nedovolené hry a následný druhý pokutový kop úspěšně zahrál David Alaba. Dne 30. srpna odehrál 71 minut v utkání s Chelsea, ve kterém německý tým vyhrál v penaltovém rozstřelu a anglickému soupeři oplatil finálové zklamání z roku 2012. Výsledkem 1:0 skončilo domácí ligové utkání s Wolfsburgem hrané 28. září, ve kterém vsítil Müller vítězný gól. Nastoupil proti Manchesteru City, proti němuž ve skupinovém utkání Ligy mistrů hraném 2. října jednou skóroval a sehrál tak důležitou roli při triumfu 3:1 na půdě anglického soupeře. V evropské soutěži Bayern platil za velkého favorita pro obhajobu. Na konci října byl znovu mezi fotbalisty nominovanými na Zlatý míč FIFA.
S Bayernem vyhrál v prosinci 2013 i Mistrovství světa klubů v Maroku, kde Bayern porazil ve finále domácí tým Raja Casablanca 2:0, a v březnu 2014 s předstihem (7 kol před koncem) další bundesligový titul, v květnu i prvenství v DFB-Pokalu. V Lize mistrů 2013/14 skončila pouť Bayernu v semifinále proti Realu Madrid.

### Sezóna 2014/2015
Spekulace ohledně přestupu do Manchesteru United utnul Müller ještě během vítězného mistrovství světa, kdy prodloužil smlouvu do roku 2019. Bayern zahájil sezónu prohrou 0:2 v německém superpoháru 11. srpna 2014 proti Borussii Dortmund. Müller odehrál první půli. První gól v sezóně vstřelil 17. srpna proti třetiligovému Preußen Münster při pohárové výhře 4:1. Ligu 22. srpna odstartovalo vítězné utkání Bayernu s Wolfsburgem, v němž Müller otevřel skóre.
V říjnu byla oznámena nominace na Zlatý míč FIFA zahrnující 23 fotbalistů, mezi nimiž Müller ani jeho mnozí kluboví a reprezentační spoluhráči nechyběl. Tři góly v jednom utkání zaznamenal podruhé v profesionální kariéře 8. listopadu, to Bayern zdolal 4:0 Eintracht Frankfurt.
Dne 14. února 2015 proměnil proti Hamburku penaltu a poslal svůj tým do vedení. Bavorský klub vyhrál výsledkem 8:0 – nejvyšším rozdílem od roku 1984. Dvěma góly pomohl 11. března porazit Šachtar Doněck v odvetě osmifinále Ligy mistrů a podílel se na výhře 7:0. Tím, že vstřelil 26. gól v nejprestižnější evropské pohárové soutěži dorovnal Maria Gómeze jako nejlepšího střelce pocházejícího z Německa. Na konci dubna slavil další titul, třetí v pořadí a pro klub pětadvacátý od zahájení Bundesligy v roce 1963.

### Sezóna 2015/2016
Bundesligu Müller odstartoval v základní sestavě a jeho dva góly dopomohly k vítězství 5:0 nad Hamburkem.
V listopadu se po vítězství v Lize mistrů doma nad Olympiakosem stal nejmladším hráčem v této soutěži, který zaznamenal 50 výher, čímž překonal legendu Realu Madrid Raúla Gonzáleze.
Ve 14. kole proti týmu Herthy Berlín pomohl 26letý Müller k výhře 2:0 jedním gólem a zaznamenal svoji 13. trefu v Bundeslize v této sezóně, navíc se vměstnal mezi elitní desítku střelců v historii Bayernu Mnichov.
Po skončení sezóny mu náleželo třetí místo mezi střelci s 20 góly za prvním Robertem Lewandowskim a druhým Pierrem-Emerickem Aubameyangem.
Tuto metu 20 gólů, jeho osobní rekord, nepřekonal ani v sezóně 2019/20.

### Sezóna 2016/2017
Müller zahájil sezónu vítězstvím a bodováním v německém superpoháru 2016 proti Borussii Dortmund dne 14. srpna 2016. V lize neskóroval Müller 999 minut, dokud nevstřelil branku během domácího zápasu proti VfL Wolfsburg v 76. minutě. Sezónu 2016–17 dokončil vstřelením pěti gólů ve 29 vystoupeních Bundesligy, žádnými góly ve třech vystoupeních Německého poháru a třemi góly v devíti vystoupeních Ligy mistrů. Müller měl v Bundeslize 12 nejlepších asistencí v kariéře.

### Sezóna 2017/2018
Ve 3. kole Bundesligy 9. září 2017 odehrál Müller své 400. utkání za Bayern Mnichov, na půdě Hoffenheimu ale bavorský tým prohrál 0:2.
První gól sezóny vstřelil do sítě Mohuče (1. FSV Mainz 05) ve 4. kole během vítězného utkání.
V lednu přispěl dvěma góly k domácímu vítězství 4:2 nad Werderem Brémy.
Na konci sezóny mohl slavit další německý ligový titul.
Proti Leverkusenu dne 17. dubna 2018 v rámci semifinále domácího poháru vsítil Müller hattrick v rozpětí 27 minut a pomohl vyhrát 6:2 a postoupit do finále proti Eintrachtu Frankfurt.
Ve finále v Berlíně však Bavoři proti svému budoucímu kouči Niku Kovačovi prohráli 1:3.

### Sezóna 2018/2019
V srpnu Müller odehrál celé utkání německého superpoháru proti Eintrachtu Frankfurt, který byl Bavory zdolán 5:0. Müller nahrál na třetí gól Roberta Lewandowskiho.
Během září zaznamenal svůj stý start v Lize mistrů, a to v utkání proti Benfice.
V listopadu dvěma góly pomohl k domácí remíze 3:3 s nováčkem Fortunou Düsseldorf.
Müller byl v posledním skupinovém utkání Ligy mistrů proti Ajaxu Amsterdam vyloučen po zákroku na Nicoláse Tagliafica a měl tak přijít o obě utkání osmifinále. Proti Ajaxu to mimo jiné bylo jeho 105. utkání v Lize mistrů, čímž dorovnal svého někdejšího spoluhráče Philippa Lahma v počtu utkání v této evropské soutěži ve dresu Bayernu.
Na stadionu Hannoveru 15. prosince 2018 vstoupil Müller do jeho 300. utkání Bundesligy a po konci utkání mohl oslavit vítězství 4:0.
V závěru sezóny si připsal double poté, co Bayern opanoval Bundesligu i domácí pohár. Finále poháru proti RB Leipzig odehrál celé, Bayern vyhrál 3:0.

### Sezóna 2019/2020
V listopadu zaznamenal svůj 500. soutěžní zápas ve dresu Bayernu Mnichov a stal se tak 10. hráčem bavorského celku, který této mety od postupu do Bundesligy v roce 1965 dosáhl.
Během podzimní ligové části dosáhl na rekord v počtu gólových asistencí v půlce sezóny, kterých nasbíral celkem 11 za 17 zápasů.
Ve 30. kole zlomil rekord v celkovém počtu asistencí v Bundeslize v jedné sezóně, který před ním drželi Kevin De Bruyne a Emil Forsberg. V tomto utkání Müller zaznamenal dvě gólové asistence a dosáhl dvaceti, Bayern tak porazil Leverkusen 4:2.
Ve 34. kole již měl Bayern další mistrovský titul jistý, přesto vyhrál 4:0 proti Wolfsburgu a Müller si připsal další 21. asistenci.
Müller se svým spoluhráčem Davidem Alabou dorovnal svého bývalého spoluhráče Francka Ribéryho v počtu mistrovských titulů v německé Bundeslize. Od července 2020 měli všichni tři rekordmani titulů devět.
Ve čtvrtfinále Ligy mistrů 14. srpna se účastnil demolice Barcelony poměrem 8:2. Skóre jednozápasového čtvrtfinále ve městě Lisabon otevřel po čtyřech minutách Müller, později přidal ještě další gól. Patřil k nejlepším hráčům na trávníku, podle The Independent vynikal vytrvalým pohybem, nesobeckým nahráváním i nekompromisním zakončením. O pět dní později zdolal se spoluhráči Lyon 3:0 a posunul Bayern do finále. Ve vyrovnaném finále proti Paris Saint-Germain 23. srpna byl u výhry 1:0 a šestého triumfu pro Bayern a ač se nezapsal mezi střelce ani asistenty, pomohl obraně pěti obrannými zákroky. V tento den vyhrál Bayern svůj druhý trebble a také první existující sixtebble na světě.

### Sezóna 2020/2021
Bayern Mnichov odstartoval sezónu 2020/21 výhrou 8:0 18. září 2020 nad Schalke i s Müllerem v základní sestavě. Ten vstřelil gól a na další nahrával. Následně vyhrál proti Seville po výhře 2:1 podruhé Superpohár UEFA a v německém superpoháru se jedním gólem podílel na výhře 3:2 s Borussií Dortmund. Müller tímto získal 27. trofej své kariéry a stal se německým rekordmanem, překonal totiž počin 26 trofejí Bastiana Schweinsteigera.
V únoru 2021 mu vyšel pozitivní test na covid-19 a nemohl proto hrát finále Mistrovství světa klubů FIFA proti mexickému Tigres UANL, jeho spoluhráči ovšem zvítězili výsledkem 1:0 i bez něj. Dvě kola před koncem si fotbalisté Bayernu zajistili devátý titul v řadě 8. května výhrou 6:0 nad Mönchengladbachem, při níž si Müller připsal asistenci a také gól. Společně s odcházejícím Davidem Alabou se stal rekordmanem v počtu titulů v Bundeslize, oba získali svůj desátý.

### Sezóna 2021/2022
Ziskem svého sedmého německého superpoháru se stal prvním německým fotbalistou se 30 trofejemi.
Müller dne 19. listopadu 2021 absolvoval venkovní ligový zápas na hřišti Augsburgu, který skončil porážkou 1:2. Pro samotného hráče to byl zároveň jeho 600. soutěžní zápas za Bayern. To se od založení Bundesligy žádnému hráči v poli v historii bavorského klubu nezdařilo. Müller v počtu startů nově zaujmul třetí místo za dvojicí brankářů Oliver Kahn, Sepp Maier.
Na 50. gól v Lize mistrů čekal do 8. prosince 2021, kdy se trefil proti Barceloně v závěrečném šestém skupinovém zápase. Katalánskému soupeři dal svůj osmý gól, tedy více než komukoli jinému a účastí na domácí výhře 3:0 pomohl Bayernu Mnichov postoupit z prvního místa do osmifinále s plným počtem bodů po šesti výhrách a vyřadit soupeře z Ligy mistrů do Evropské ligy. V novodobé éře Ligy mistrů se mezi střelci posunul na dělené sedmé místo a vévodil střelecké tabulce fotbalistů, kteří stříleli góly za jeden klub. Když nastoupil ke svému 400. zápasu v německé lize, oslavil jubileum úvodním gólem domácího zápasu proti Wolfsburgu. Připravil druhý gól svého týmu a v závěrečném podzimním kole 17. prosince pomohl vyhrát 4:0.
Dne 15. ledna 2022 dosáhl na jubilejní 150. gólovou asistenci v německé lize, kdy míč dopravil ke Corentinu Tolissovi, který proti 1. FC Köln (Kolínu) zvyšoval na 2:0. O několik minut dříve byl asistentem u prvního gólu Roberta Lewandowského. Bayern Mnichov soupeře překonal výsledkem 4:0.

### Sezóna 2022/2023
Bayern se 30. července 2022 představil v utkání o německý superpohár proti Lipsku. Müller setrval na hřišti 70 minut a oslavil výhru 5:3. Proti Viktorii Kolín dne 31. srpna odehrál 632. utkání za Bayern a v klubovém žebříčku rekordmanů se dotáhl na druhé místo generálního ředitele a bývalého brankáře Olivera Kahna, před nimiž byl v počtu startů akorát jiný brankář Sepp Maier. Při dalším postupu po výhře 5:2 nad Augsburgem dne 19. října stanovil nový rekord v německém Poháru DFB, když zasáhl do svého 52. utkání v soutěži, které pro něho v hrací době skončilo vítězně. Připravil tak o rekord Miroslava Votavu.
V derby proti Borussii Dortmund 1. dubna vstřelil dva góly. Pod novým trenérem Thomasem Tuchelem vystřídal Bayern svého soupeře na čele ligové tabulky. Borussia se posléze vrátila do čela a před závěrečným utkáním měla k titulu blíže. Jejího remízového zaváhání 27. května proti Mohuči fotbalisté Bayernu využili, zvítězili 2:1 nad Kolínem a vybojovali 11. titul v řadě. Müller se v počtu titulů v německé lize osamostatnil na prvním místě s 12 tituly.

### Sezóna 2023/2024
Müller v sezóně 2023/24 ztratil tak neotřesitelnou pozici jako v sezónách minulých. Do hry začal nastupovat spíše z lavičky náhradníků, i tak byl stále platným článkem sestavy bavorského klubu. V prosinci 2023 Müller se dohodnul s vedením klubu na prodloužení dlouholeté spolupráce, a to do roku 2025.

## Reprezentační kariéra
Zahrál si v několika mládežnických týmech Německa a následně byl nominován do seniorského týmu. Zazářil na Mistrovství světa 2010 v Jihoafrické republice, kde se stal nejlepším střelcem s pěti brankami a nejlepším mladým hráčem.
22. března 2013 nastoupil v kvalifikačním zápase v Astaně proti domácímu Kazachstánu, který skončil vítězstvím Německa 3:0. Müller vstřelil třetí gól střetnutí. 10. září 2013 se jedním gólem v kvalifikačním utkání proti domácím Faerským ostrovům podílel na výhře 3:0, Německo se přiblížilo konečnému prvnímu místu v tabulce základní skupiny C a tím pádem jistotě přímého postupu na Mistrovství světa 2014 v Brazílii.
Trenér Joachim Löw jej vzal na Mistrovství světa 2014 v Brazílii. Němci postoupili ze základní skupiny G se 7 body z prvního místa po výhře 4:0 s Portugalskem, remíze 2:2 s Ghanou a výhrou 1:0 s USA. V prvním zápase proti Portugalsku vstřelil Müller hattrick, výrazně tak přispěl k výhře 4:0. Byl to první hattrick na tomto šampionátu.
V zápase proti USA zařídil vítězným gólem výhru 1:0.
V semifinále proti Brazílii Němci znemožnili domácí tým historickým debaklem 7:1, kdy do 29. minuty dali pět gólů. Thomas vstřelil jeden, celkově pátý na šampionátu a vyrovnal tak svou gólovou porci na předchozím mistrovství světa 2010. S týmem získal zlaté medaile po finálové výhře 1:0 proti Argentině. Stal se na šampionátu druhým nejlepším střelcem za vítězným šestigólovým Jamesem Rodríguezem z Kolumbie.
V listopadu a prosinci roku 2022 se počtvrté představil na Mistrovství světa, které se toho roku uskutečnilo v Kataru. V mužstvu byl nejzkušenějším (nejvíce reprezentačních zápasů) hráčem v poli a obklopen mladšími hráči, jakými byli Kai Havertz a Jamal Musiala. První skupinové utkání dne 23. listopadu přineslo překvapivou porážku 1:2 s Japonskem, které Německo porazilo poprvé. Trenér Hansi Flick jej 27. listopadu proti Španělsku postavil do útoku, ale Müller nebyl s to soupeře ohrozit a až jeho náhrada ve druhém poločase Niclas Füllkrug vstřelila srovnávací gól na 1:1. Podle Marka Ogdena z ESPN byl Müller jedním ze dvou nejhorších hráčů duelu. Německo o čtyři dny později porazilo Kostariku 4:2, ani jedno z mužstev však do osmifinále nezamířilo. Müller byl střídán ve druhém poločase, poté co v prvních 45 minutách promarnil gólové příležitosti. Po utkání označil německé vystoupení za „naprostou katastrofu“.
15. července 2024 Müller oznámil, že končí reprezentační kariéru.

## Fotbalová charakteristika
Thomas Müller je označován za kompletního fotbalistu dovedný ve hře s balónem i bez balónu.
V útoku disponuje vyrovnanými schopnostmi góly střílet a i připravovat.
Mezi jeho atributy patří atletičnost, univerzálnost a flexibilita.
Je rovněž platný směrem dozadu, tedy v defenzivní hře.
Sám Müller se označil výrazem raumdeuter, což ve volném překladu znamená „interpret volného místa“.
Trenér německého národního týmu Joachim Löw jej označil za nepředvídatelného a neortodoxního hráče.
Trenér Bayernu Mnichov mezi roky 2016 až 2017 Carlo Ancelotti rovněž popsal Müllera jako neortodoxního, atypického a vyzdvihl mimo jiné jeho herní inteligenci a poziční hru.

## Úspěchy

### Klubové
Bayern Mnichov
- vítěz Bundesligy (12×) – 2009/10, 2012/13, 2013/14, 2014/15, 2015/16, 2016/17, 2017/18, 2018/19, 2019/20, 2020/21, 2021/22, 2022/23
- vítěz Poháru DFB (6×) – 2009/10, 2012/13, 2013/14, 2015/16, 2018/19, 2019/20
- vítěz Superpoháru DFL (8×) – 2010, 2012, 2016, 2017, 2018, 2020, 2021, 2022
- vítěz Ligy mistrů UEFA (2×) – 2012/13, 2019/20
- vítěz Superpoháru UEFA (2×) – 2013, 2020
- vítěz Mistrovství světa klubů FIFA (2×) – 2013, 2020

### Reprezentační
Německá reprezentace
- zlatá medaile na Mistrovství světa – 2014
- bronzová medaile na Mistrovství světa – 2010
- bronzová medaile na Mistrovství Evropy – 2012, 2016

### Individuální
- Zlatá kopačka pro nejlepšího střelce mistrovství světa – 2010 (5 gólů, 3 asistence, 1. místo)[90]
- Nejlepší mladý hráč mistrovství světa – 2010[90]
- Stříbrná kopačka pro druhého nejlepší střelce mistrovství světa – 2014 (5 gólů, 3 asistence, 2. místo)[102]
- Stříbrný míč pro druhého nejlepšího hráče mistrovství světa – 2014[102]
- Cena Bravo – 2010[111]
- 2× nejlepší střelec DFB-Pokalu – 2009/10 (4 góly, dělené 1. místo), 2013/14 (8 gólů)[112]
- Nejlepší jedenáctka podle ESM – 2012/13[113]
- Tým sezóny Bundesligy podle kickeru – 2019/20,[114] 2020/21[115]
- Sestava sezóny Ligy mistrů UEFA – 2019/20[116]

## Osobní život
Je ženatý, jeho žena se jmenuje Lisa.